# Борник
Борник (на гръцки: Ασβεστόλιθος, Асвестолитос, до 1927 година Μπόρνικ) е обезлюдено село в Република Гърция, разположено на територията на дем Драма в област Източна Македония и Тракия.

## География
Селото е разположено близо до Мокрош (Ливадеро).

## История
След Междусъюзническата война в 1913 година Борник попада в Гърция. През 1923 година жителите на Борник са изселени в Турция и в селото са заселени 3 гръцки семейства с 12 бежанци от Турция. В 1927 година името на селото е сменено на Асвестолитос. Селото е отново обезлюдено по време на Гражданската война и не е обновено след нея. Селото обаче е напуснато от новите колонисти и в преброяването от 1928 година вече не се споменава.
| Година    | 1913 | 1920 | 1928 | 1940 | 1951 | 1961 | 1971 | 1981 | 1991 | 2001 | 2011 | 2021 |
| --------- | ---- | ---- | ---- | ---- | ---- | ---- | ---- | ---- | ---- | ---- | ---- | ---- |
| Население | 214  | 152  |      |      |      |      |      |      |      |      |      |      |